# Papinsaari (ö i Finland, Norra Karelen, Mellersta Karelen)
Papinsaari är en ö i Finland. Den ligger i sjön Orivesi och i kommunen Rääkkylä i den ekonomiska regionen  Mellersta Karelens ekonomiska region  och landskapet Norra Karelen, i den sydöstra delen av landet, 300 km nordost om huvudstaden Helsingfors. Öns area är 8,3 hektar och dess största längd är 0,7 kilometer i sydöst-nordvästlig riktning.